# 豊岡北インターチェンジ・ジャンクション
豊岡北インターチェンジ・ジャンクション（とよおかきたインターチェンジ・ジャンクション）は兵庫県豊岡市新堂で事業中の山陰近畿自動車道（竹野道路、城崎道路）、北近畿豊岡自動車道（豊岡道路）のインターチェンジ・ジャンクションである。施設名は仮称である。

## 沿革
- 2020年（令和2年）度：豊岡道路Ⅱ期（豊岡出石IC - 豊岡北IC/JCT）事業化[1]。
- 2021年（令和3年）度：竹野道路（竹野IC（仮称） - 豊岡北IC/JCT）事業化[2][3][4]。
- 2023年（令和5年）度：城崎道路（豊岡北IC/JCT - 城崎温泉IC（仮称））事業化[5][6]。

## 接続する道路
- 国道178号

## 隣
E9 山陰近畿自動車道
竹野IC（仮称・事業中） - 豊岡北IC/JCT（仮称・事業中） - 城崎温泉IC（仮称・事業中）
E72 北近畿豊岡自動車道
豊岡出石IC（事業中） - 豊岡北IC/JCT（仮称・事業中）